# Међаре
Међаре је насељено мјесто у Далмацији. Припада граду Скрадину у Шибенско-книнској жупанији, Република Хрватска.

## Географија
Налази се између Скрадина и Бенковца.

## Историја
Међаре се од распада Југославије до августа 1995. године налазило у Републици Српској Крајини. До територијалне реорганизације у Хрватској насеље се налазило у саставу бивше велике општине Шибеник.

## Становништво
Према попису из 1991. године, Међаре је имало 108 становника, од чега 106 Срба и 2 Хрвата. Према попису становништва из 2001. године, Међаре је имало 8 становника. Међаре је према попису становништва из 2011. године имало 6 становника.
| Националност       | 1991. | 1981. | 1971. | 1961. |
| Срби               | 106   | 88    | 121   | 123   |
| Хрвати             | 2     |       |       |       |
| Југословени        |       | 35    | 4     |       |
| остали и непознато |       | 6     |       |       |
| Укупно             | 108   | 129   | 125   | 123   |

| Демографија | Демографија | Демографија |
| Година      | Становника  | Становника  |
| ----------- | ----------- | ----------- |
| 1961.       | 123         |             |
| 1971.       | 125         |             |
| 1981.       | 129         |             |
| 1991.       | 108         |             |
| 2001.       | 8           |             |
| 2011.       |             | 6           |

## Презимена
- Бјелановић — Православци
- Булаја — Православци
- Добријевић — Православци
- Ђурица — Православци
- Ераковић — Православци
- Мандић — Православци
- Мацура — Православци
- Мијалица — Православци
- Томасовић — Православци